# 品脫
品脫（英文：pint；符號pt）是容量單位，主要於英國、美國及愛爾蘭使用。1品脫於英國和美國代表的是不同的容量，而美國更有兩種品脫：乾量品脫及濕量品脫。
- 1 英品脫 = 20 液盎司 = 568.26125 毫升
- 1 英品脫 = 4 及耳 = 1/2 脫 = 1/8 加侖= 1/64 蒲式耳
- 1 美濕量品脫 = 16 美制液盎司 = 2 美制杯 = 473.176473 毫升
- 1 美乾量品脫 = 1/64 蒲式耳= 550.6104713575 毫升

在度量衡單位公制化過程下，品脫在英國及肯亞只用作表示啤酒和牛奶的容量。但有很多在英國出版的食譜仍然使用品脫作為大量液體的容量單位，而使用公制的食譜則把1 品脫化作500毫升或600毫升。愛爾蘭已完成公制化，品脫現在只用在口語和表示啤酒容量。

## 歷史
1品脫定義為1/8加侖。由於量度不同商品有不同版本的「加侖」，因此亦有不同版本的「品脫」。
美國承襲了英制的酒加侖作為美制的基本液量單位（定義於1707年，等於231立方英寸），「美制濕量品脫」就是從這定義衍生出來的；同樣地亦以英制玉米加侖（1/8玉米蒲式耳，或268.8立方英寸）作為美制乾量單位，從而制定出「美制乾量品脫」。
1824年英國國會以「英制加侖」取代所有不同的加侖，「英制加侖」的定義是10磅華氏62度的水的容量（即277.42立方英寸），亦從而定出英制品脫。
英制品脫現在的官方定義是0.56826125升，請參看度量衡單位條例1995 (The Units of Measurement Regulations 1995) （页面存档备份，存于）。
新西蘭在1970年代開始實行公制化，把舊有英制1品脫（568毫升）的牛奶樽改為公制600毫升的時候，並沒有改變樽的直徑或高度，而是巧妙地改變樽的形狀以增加容量，因此舊有處理或貯藏牛奶樽的器具便不受公制化所影響。

## 請參閱
- 英制單位